# تريفور باسيت
تريفور باسيت (مواليد 26 فبراير 1998) هو لاعب ألعاب قوى أمريكي، حصل على الميدالية البرونزية في سباق 400 متر حواجز في بطولة العالم لألعاب القوى 2022.